# Kommoenar (oblast Leningrad)
Kommoenar (Russisch: Коммуна́р; Fins: Mali) is een Russische stad, gelegen in het gemeentelijk district Gatsjinski in de oblast Leningrad. De stad ligt 35 kilometer ten zuiden van Sint-Petersburg en heeft rond de 17.000 inwoners.
Kommoenar ligt aan de rivier Izjora. In de jaren 40 van de 19e eeuw werd de plaats gesticht als het centrum van de uitgestrekte landerijen van gravin Samojlova en werd als zodanig Grafskaja Slavjanka (Гра́фская Славя́нка, "hof van de gravin") genoemd. De eerste referentie stamt uit 18 november 1843. In 1846 werd het aangekocht door het departement van landerijen (Departement oedelov; de voorloper van de Russische Dienst Domeinen) en kwam zo in handen van de tsaren, waarop de naam werd hernoemd tot Tsarskaja Slavjanka (Ца́рская Славя́нка, "hof van de tsaren"). In 1857 werd er een papiermolen gebouwd door industrieel Koepets Parventjev; de molen werd in 1918 genationaliseerd door de Sovjets en hernoemd tot Kommoenar ("communist"). In 1975 werd er de grote kartonfabriek Kommoenar gebouwd, dat nog steeds het grootste bedrijf in de stad is.
In 1953 kreeg Kommoenar de status van nederzetting met stedelijk karakter en in 1993 de status van stad. In 1996 verliet de stad het district Gatsjinski en werd een onafhankelijke gemeente, om op 1 januari 2006 terug te keren als gorodskoje poselenieje in het district.
Bestuurlijk centrum: Sint-Petersburg (geen onderdeel van de oblast)

Steden: Boksitogorsk · Gatsjina · Ivangorod · Kamennogorsk · Kingisepp · Kirisji · Kirovsk · Kommoenar · Ljoeban · Lodejnoje Pole · Loega · Nikolskoje · Novaja Ladoga · Otradnoje · Pikaljovo · Podporozje · Primorsk · Priozersk · Sertolovo · Sjasstroj · Sjlisselburg · Slantsy · Sosnovy Bor · Svetogorsk · Tichvin · Tosno · Volchov · Volosovo · Vsevolozjsk · Vyborg · Vysotsk

Stedelijke districten: Sosnovy Bor

Gemeentelijke districten: Boksitogorski · Gatsjinski · Kingiseppski · Kirisjski · Kirovski · Lodejnopolski · Loezjski · Lomonosovski · Podporozjski · Priozerski · Slantsevski · Tichvinski · Tosnenski · Volchovski · Volosovski · Vsevolozjski · Vyborgski